# Spenska regementet
Spenska regementet var ett svenskt värvat infanteriregemente som verkat under många namn och som sattes upp i Stralsund den 6 mars 1749 av greve Gabriel Spens, som också var dess förste chef. Regementet benämndes efter sina regementschefer och bytte därför namn under sin existens.

## Historia
Regementet tjänade som garnisonsregemente. Delar av regementet var under 1750-talet tidvis förlagt i Sverige. Regementet deltog i Pommerska kriget 1757–1762. År 1766 fick regementet ta emot de kvarvarande delarna av Posseska regementet som också var förlagt i Stralsund och som detta år avvecklades. Regementet deltog sedermera i Gustav III:s ryska krig 1788–1790 och då särskilt under slaget vid Svensksund den 9-10 juli 1790. Man deltog sedan även under Napoleonkrigen mot Frankrike under det tidiga 1800-talet.
Svenska Pommern avträddes som kompensation till Danmark efter freden i Kiel då Sverige fick Norge, dock kom Sverige och Danmark överens med Preussen i juni 1815 att området skulle tillfalla Preussen istället. Regementets soldater och officerare löstes från sin ed till Sverige den 23 oktober samma år och överlämnades av generallöjtnanten Gustaf Boije till den preussiska regeringens ombud, överste Wilhelm von Steinwehr. Boije tog med sig regementets fanor, samt en handfull officerare som inte svurit Preussen trohet, tillbaka till Sverige. Regementet bytte därefter namn till Füsilier-Regiment Nr. 33.

## Bilder

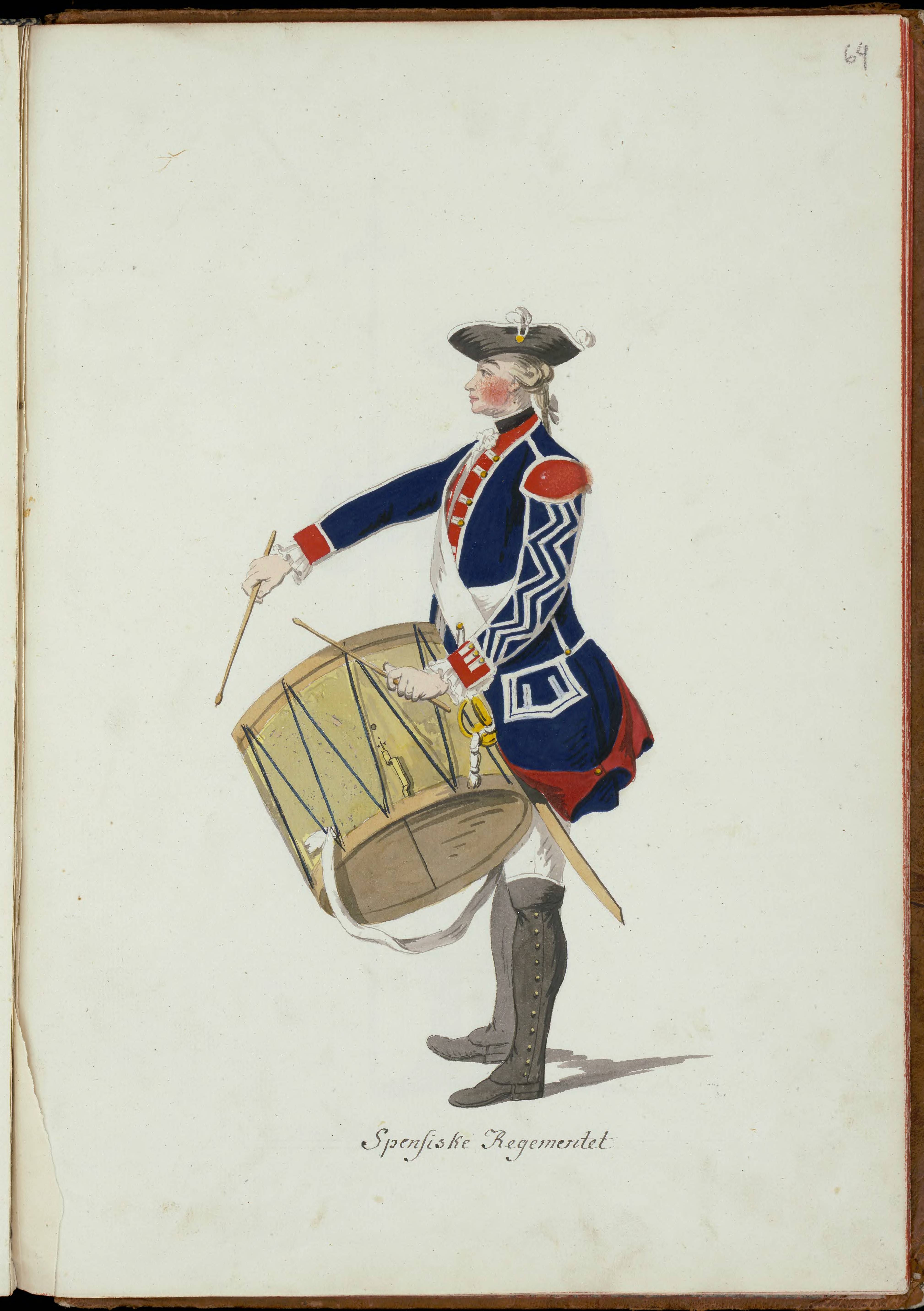
Regementets uniform m/1765.
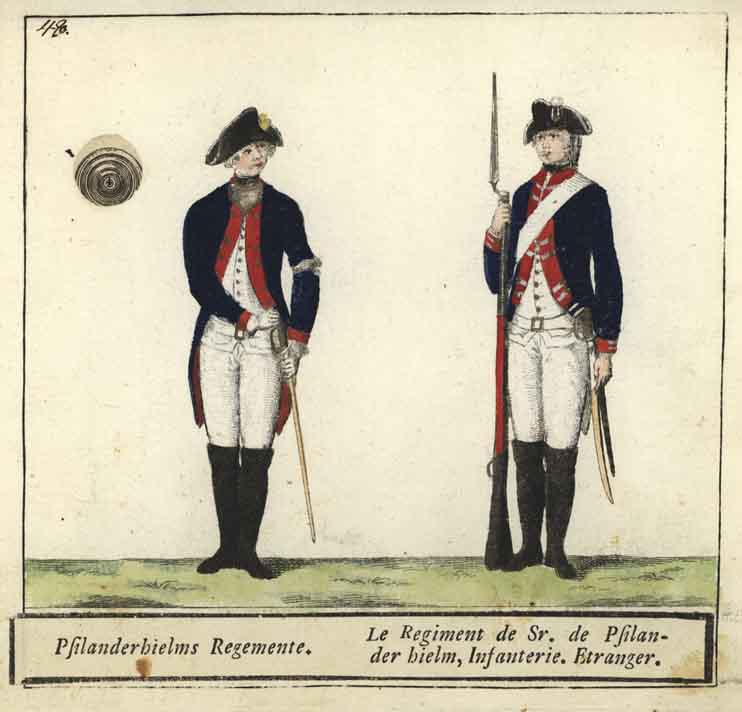
Regementets uniform m/1765.
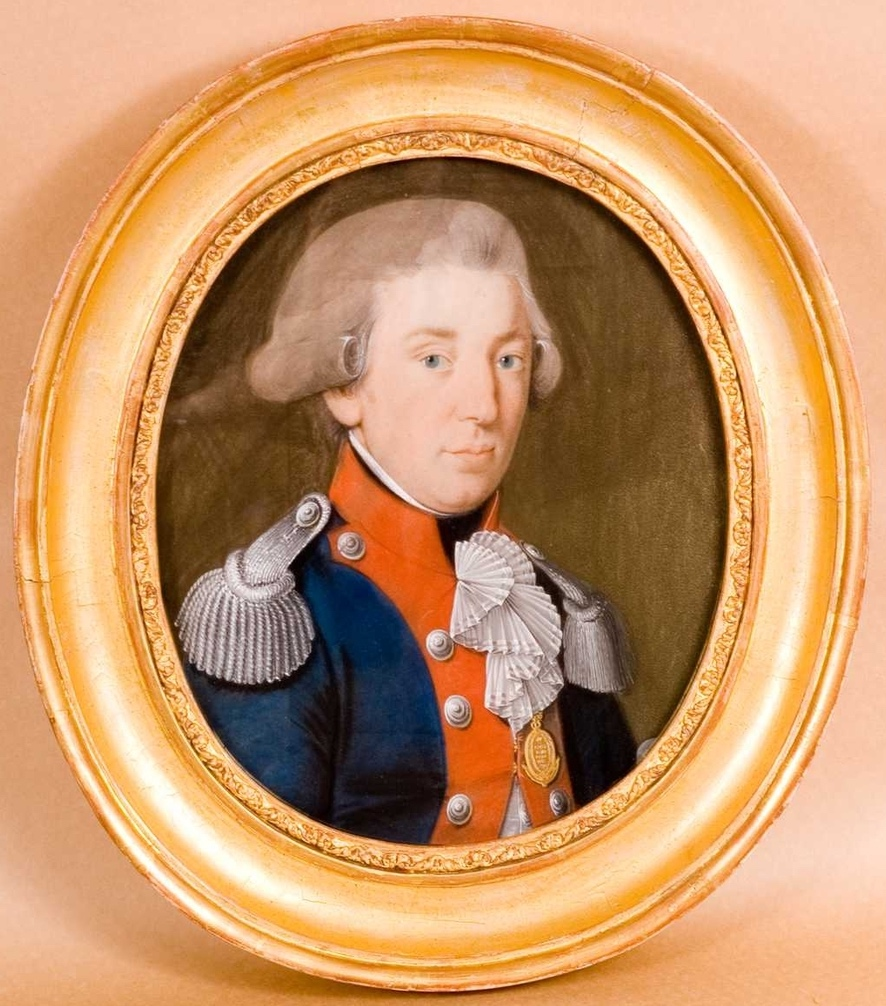
Kapten Alexander Moritz von Schmitterlöw i regementets uniform m/1792.
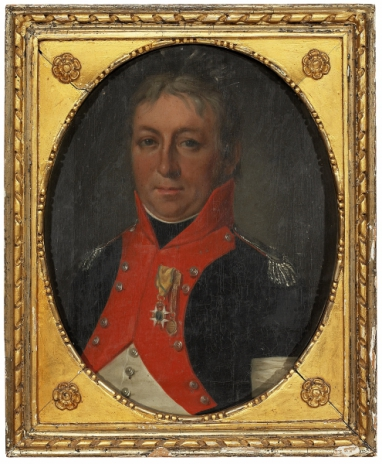
Major Vilhelm Ludvig von Qvillfelt i regementets uniform m/1792.

## Förbandschefer
- 1749–1765: Gabriel Spens
- 1765–1765: Carl Fredrik Lillienberg
- 1766–1766: Baltzar Achates von Platen
- 1766–1779: Conrad Christoffer von Blixen
- 1779–1796: Johan Psilanderhielm
- 1796–1815: Herman Fredrik Christian von Engelbrechten

## Namn, beteckning och förläggning
| Spenska regementet           | 1749 | – | 1765 |
| Blixenska regementet         | 1766 | – | 1779 |
| Psilanderhielmska regementet | 1779 | – | 1796 |
| Engelbrechtenska regementet  | 1796 | – | 1815 |

| Stralsund | 1749 | – | 1815 |

## Personer som tjänstgjort vid regementet
- Alexander Moritz von Schmitterlöw - sekundmajor vid regementet.
- Carl Fredrik Pollet - kapten och sedermera major vid regementet.
- Corfitz Ludvig Staël von Holstein - fänrik och kapten vid regementet.
- Carl Philip von Blixen-Finecke - kapten vid regementet.
- Curt Philip Carl von Schwerin - kapten vid regementet.
- Vilhelm Ludvig von Qvillfelt - premiärmajor vid regementet.